# Elaphoglossum idenburgensis
Elaphoglossum idenburgensis är en träjonväxtart som beskrevs av Richard Eric Holttum 1966. Elaphoglossum idenburgensis ingår i släktet Elaphoglossum och familjen Dryopteridaceae. Inga underarter finns listade.